# Sankt Marein im Mürztal
Sankt Marein im Mürztal is een gemeente (marktgemeinde) in de Oostenrijkse deelstaat Stiermarken, en maakt deel uit van het district Bruck-Mürzzuschlag.
Sankt Marein im Mürztal telt 2871 inwoners (2022) en lag oorspronkelijk in het district Bruck an der Mur.
In 2015 werd Sankt Marein im Mürztal uitgebreid met Frauenberg.

## Geboren
- Dietrich Mateschitz (1944-2022), ondernemer; oprichter Red Bull

Stadsgemeenten:
Bruck an der Mur · Kapfenberg · Kindberg · Mariazell · Mürzzuschlag

Marktgemeenten:
Aflenz · Breitenau am Hochlantsch · Krieglach · Langenwang · Neuberg an der Mürz · Sankt Barbara im Mürztal · Sankt Lorenzen im Mürztal · Sankt Marein im Mürztal · Thörl · Turnau

Overige gemeenten:
Pernegg an der Mur · Spital am Semmering · Stanz im Mürztal  · Tragöß-Sankt Katharein
- Gemeinsame Normdatei: 4807609-0
- Virtual International Authority File: 245860144
- WorldCat: E39PBJtRFjK47cgjwYbKgVhJXd